# Émile Marnac
Émile-M. Marnac ( 1853 - 1929 ) fue un botánico francés.

## Algunas publicaciones
- alfred Reynier, j.-p. Delmas, émile Marnac. 1907. Aperçu sur la flore de la montagne Sainte-Victoire, près d'Aix-en-Provence. Ed. Impr. de Monnoyer

- émile Marnac, alfred Reynier. 1910. Flore phanérogamique des Bouches-du-Rhône. Ed. Impr. de Monnoyer

- ------------------. 1881. Essai sur la taille hypogastrique. Contribution à l'étude des rapports de la paroi antérieure de la vessie. Ed. Méd.--Montpellier

## Honores
- Miembro de la Société Botanique de France

- La abreviatura «Marnac» se emplea para indicar a Émile Marnac como autoridad en la descripción y clasificación científica de los vegetales.[1]